# Locomotori SFV gruppo 1-4
I locomotori gruppo 1-4 della SFV di Roma sono stati un gruppo di quattro rotabili a carrelli costruiti per la Ferrovia Roma-Fiuggi-Alatri-Frosinone.

## Storia
In vista dell'attivazione del servizio ferroviario, attuata in tre tappe dal 1916 al 1918, la prima dotazione di materiale rotabile della linea viene fissata in dieci motrici per servizio extraurbano (401-410) e dieci per i servizi a carattere locale (201-210), entrambe a carrelli, dodici rimorchiate a due assi suddivise in due sottogruppi di sei per i servizi locali (011-016) ed extraurbani (021-026), quattro locomotori-bagagliaio a carrelli (1-4) e una dotazione di carri merci che giungerà nel 1920 a 215 rotabili operativi. Secondo il primo orario generale di servizio elaborato dalla società concessionaria il servizio ferroviario sull'intera linea prevedeva tre coppie di treni tra Roma e Frosinone esercitate con elettromotrice e due rimorchiate, due tra Roma e Genazzano (elettromotrice e rimorchiata> due tra Roma e Fiuggi (elettromotrice con una o due rimorchiate a seconda del periodo). Sulle diramazioni si effettuano cinque coppie sulla San Cesareo-Frascati, sette sul servizio locale di Fiuggi, sei tra Vico nel Lazio e Guarcino, due sulla tratta locale Madonna della Neve-Scalo di Frosinone, normalmente esercitate con una motrice 200 isolata, che può trainare una rimorchiata a Fiuggi nei periodi di maggiore richiesta. Il servizio locale di Roma, da Termini per Torpignattara e Centocelle (fermate: S. Bibiana, porta Maggiore, Barriera Prenestina, Istituto Farmacologico, Torpignattara, Scuole Comunali, Centocelle), si esercita con frequenze variabili tra i 40 e i 60 minuti con composizioni variabili. 

## Meccanica
I locomotori sono del tipo bagagliaio, con l'interno pressoché vuoto ad eccezione delle cabine di guida, della cabina per le apparecchiature elettriche e di due posti per il capotreno ed eventualmente l'ufficiale postale. Sono dotati di carrelli simili agli inglesi tipo Fox, a semplice stadio di sospensione e quattro motori.

## Equipaggiamento elettrico

Il locomotore 2 nel 1948, con la porta di intercomunicazione frontale

Ogni carrello monta due motori U175 da 70CV, permanentemente connessi in serie (alimentazione a 750 V); il circuito di comando, del tipo Sprague-General Electric a contattori elettromagnetici, è praticamente lo stesso del motrici 400. Un dinamotore fornisce la corrente ad 800 V per il comando, il compressore e l'illuminazione della motrice e delle rimorchiate. Sia l'apparecchiatura di comando che il reostato sono montati sotto la cassa del rotabile; il reostato viene successivamente spostato sull'imperiale. La presa di corrente è a pantografo, inizialmente a doppio strisciante montato in posizione centrale e successivamente a strisciante unico montato in corrispondenza di un carrello.

## Servizio

Il locomotore 2 dopo la seconda ricostruzione

Data la previsione di utilizzarli per il traino dei treni merci i frontali dei rotabili non sono inizialmente dotati di porta di intercomunicazione, aggiunte in epoca non precisabile per il persistente uso che se ne fa per i treni viaggiatori. Le quattro macchine fanno servizio nelle condizioni di origine fino al 1926, quando vengono installate le torrete con pertica per portare la tensione di linea alle rimorchiate. Nel 1930 le vetture 1 e 2 subiscono una profonda modifica nei carrelli, dotati di nuovi motori del tipo CGE CT170 da 96,7 CV che consentono ai locomotori di eguagliare le prestazioni delle motrici 430; delle altre due vetture non si hanno notizie fino al 1941, quando sono dotate di motori TIBB GDTM081 da 120 CV. Sul finire degli anni '50 le casse sono sottoposte ad una ricostruzione con vetro unico frontale che elimina la porta di intercomunicazione. In queste condizioni, e salvo il locomotore 3 accantonato negli anni '60 a causa di un incendio, fanno servizio di linea fino alla chiusura del servizio extraurbano (1984), e sono utilizzati come rotabili di servizio fino al 2000; l'ultimo locomotore attivo è stato il numero 1, fermato nel 2001.